# NGC 2527
NGC 2527 (noto anche come NGC 2520) è un ammasso aperto visibile nella costellazione della Poppa.

## Osservazione

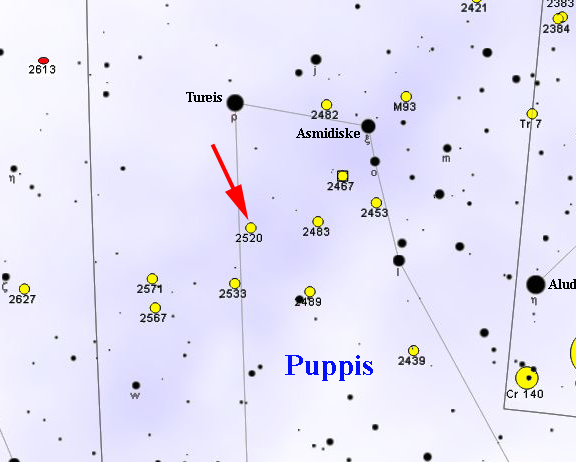
Mappa per individuare NGC 2527.

Si individua 4 gradi a SSW della stella ρ Puppis, in direzione di un campo stellare molto ricco di stelle di fondo; si evidenzia discretamente anche con un binocolo 10x50, dove appare come una macchia debole e sfuggente dominata da due stelline di magnitudine 8 e 9. Ingrandimenti appena superiori, possibili con un telescopio da 80mm di apertura, consentono di risolvere completamente gran parte delle sue componenti stellari; strumenti più grandi e maggiori ingrandimenti non aggiungono ulteriori componenti oltre la magnitudine 12, al di là delle stelle di fondo. Curiosamente, quest'ammasso riporta anche la sigla NGC 2520, ma nella gran parte della carte celesti è indicato come NGC 2527.
La declinazione moderatamente australe di quest'ammasso favorisce gli osservatori dell'emisfero sud, sebbene si presenti circumpolare solo a partire da latitudini molto elevate; dall'emisfero boreale la sua osservazione risulta penalizzata soltanto dalle regioni situate a elevate latitudini settentrionali ed è osservabile da buona parte delle aree popolate della Terra. Il periodo migliore per la sua osservazione nel cielo serale è quello compreso fra dicembre e aprile.

## Storia delle osservazioni
NGC 2527 venne individuato per la prima volta da John Herschel nel 1837 attraverso il telescopio riflettore da 18,7 pollici appartenuto a suo padre William Herschel; egli lo trattò come due oggetti differenti e lo inserì così nel suo General Catalogue of Nebulae and Clusters col numero 1621 e 1624. Lo stesso errore si è tramandato fino al New General Catalogue, dove gli sono state assegnate le sigle NGC 2520 e NGC 2527.

## Caratteristiche
NGC 2527 è un ammasso relativamente esteso, anche se poco concentrato e povero di componenti; la sua distanza è stimata attorno ai 601 parsec (circa 1960 anni luce) ed è quindi situato sul Braccio di Orione, a breve distanza dai bordi della Nebulosa di Gum.
Le sue stelle principali sono di nona magnitudine; fino alla dodicesima grandezza si possono contare una trentina di stelle, sparse entro un diametro apparente di circa 20'. La disposizione delle componenti ricorda vagamente un trapezio, dominato nell'angolo nord-orientale da una stella di magnitudine 8,5. Si tratta di un ammasso di età simile a quella del Presepe, stimata attorno ai 445 milioni di anni; tuttavia in passato sono stati indicati valori attorno a 1 miliardo di anni, collocandolo così fra gli ammassi aperti di età intermedia. Le sue stelle più calde sono di classe spettrale A2-A8 e sono presenti alcune giganti rosse, segno che il turnoff nel diagramma colore-magnitudine è al di sotto delle classi spettrali O e B, ossia non sono presenti stelle blu e azzurre.